# هردميد (باكينجهامشير)
هردميد (بالإنجليزية: Hardmead)‏ هي قرية وأبرشية مدنية تقع في المملكة المتحدة في إنجلترا. يقدر عدد سكانها بـ 70 نسمة .